# Saša Radulović
Pour les articles homonymes, voir Radulović.
Saša Radulović (en serbe cyrillique : Саша Радуловић ; né le 7 juin 1965 à Bihać) est un ingénieur serbe. 
Du 2 septembre 2013 au 25 janvier 2014, il est ministre de l'Économie dans le gouvernement d'Ivica Dačić.

## Parcours professionnel
Saša Radulović, né en 1965, achève ses études secondaires au Second lycée mathématique de Sarajevo et à l'école secondaire de musique. Il suit les cours de la section d'automatique et d'électronique de la Faculté de génie électrique, dont il sort diplômé en 1989,. 
De 1990 à 1994, il travaille pour Siemens en Allemagne et aux États-Unis, sur des systèmes de contrôle pour les centrales nucléaires, et, de 1994 à 1996, il travaille à Toronto pour Antares-EDS Amdahl, sur des bases de données. De 1996 à 1998, il est directeur du développement et membre du conseil d'administration d'Interp Medical Network, qui produit des systèmes d'information pour la radiologie, et, de 1997 à 2001, il est directeur général et membre du conseil d'administration de TrueSpectra, travaille à Toronto puis à San Francisco et New York.
Saša Radulović rentre en Serbie en 2005 ; de mauvaises affirment que c'est « parce que ses enfants avaient oublié qu'ils parlaient serbe ». Il travaille alors comme consultant pour plusieurs entreprises, dont Braća Karić, Vršačka pivara, Delta Legal ou Lune Milovanović.
Il devient conseiller en matière fiscale de l'Association des petites et moyennes entreprises (en serbe : Asocijacija za mala i srednja preduzeća) et travaille en association avec le Conseil de l'Europe, l'OSCE, l'ambassade des États Unis, la GIZ, et le NALED. Il anime une équipe qui forme les procureurs et les policiers chargés de la criminalité financière, des faillites frauduleuses, des privatisations et du marché boursier,.
En 2011, la police et l'Agence pour la lutte contre la corruption le soupçonnent d'abus de positions.

## Ministre
En 2013, une crise politique provoque des tensions au sein de la coalition gouvernementale issue des élections législatives serbes de 2012. Ivica Dačić exclut le parti Régions unies de Serbie (URS) de son gouvernement et, notamment, son représentant le plus éminent, président de ce parti et ministre des Finances et de l'Économie, Mlađan Dinkić. Le 2 septembre 2013, Saša Radulović est officiellement élu ministre de l'Économie.

## Vie privée
Saša Radulović est marié et père de deux enfants. Il parle anglais et allemand.